# Haliclona cerebrum
Haliclona cerebrum är en svampdjursart som först beskrevs av Burton 1928.  Haliclona cerebrum ingår i släktet Haliclona och familjen Chalinidae. Inga underarter finns listade i Catalogue of Life.